# RBKS
RBKS (англ. Ribokinase) – білок, який кодується однойменним геном, розташованим у людей на 2-й хромосомі. Довжина поліпептидного ланцюга білка становить 322 амінокислот, а молекулярна маса — 34 143.
| 10         |  | 20         |  | 30         |  | 40         |  | 50         |
| ---------- |  | ---------- |  | ---------- |  | ---------- |  | ---------- |
| MAASGEPQRQ |  | WQEEVAAVVV |  | VGSCMTDLVS |  | LTSRLPKTGE |  | TIHGHKFFIG |
| FGGKGANQCV |  | QAARLGAMTS |  | MVCKVGKDSF |  | GNDYIENLKQ |  | NDISTEFTYQ |
| TKDAATGTAS |  | IIVNNEGQNI |  | IVIVAGANLL |  | LNTEDLRAAA |  | NVISRAKVMV |
| CQLEITPATS |  | LEALTMARRS |  | GVKTLFNPAP |  | AIADLDPQFY |  | TLSDVFCCNE |
| SEAEILTGLT |  | VGSAADAGEA |  | ALVLLKRGCQ |  | VVIITLGAEG |  | CVVLSQTEPE |
| PKHIPTEKVK |  | AVDTTGAGDS |  | FVGALAFYLA |  | YYPNLSLEDM |  | LNRSNFIAAV |
| SVQAAGTQSS |  | YPYKKDLPLT |  | LF         |  |            |  |            |

A: Аланін

C: Цистеїн

D: Аспарагінова кислота

E: Глутамінова кислота

F: Фенілаланін

G: Гліцин

H: Гістидин

I: Ізолейцин

K: Лізин

L: Лейцин

M: Метіонін

N: Аспарагін

P: Пролін

Q: Глутамін

R: Аргінін

S: Серин

T: Треонін

V: Валін

W: Триптофан

Кодований геном білок за функціями належить до трансфераз, кіназ. 
Задіяний у таких біологічних процесах, як вуглеводний обмін, альтернативний сплайсинг. 
Білок має сайт для зв'язування з АТФ, нуклеотидами, іонами металів, іоном магнію, калію. 
Локалізований у цитоплазмі, ядрі.